# Río Jaramilla
El río Jaramilla o Jaramillo es un río de España, afluente por la izquierda del río Jarama. Discurre en su totalidad por la provincia de Guadalajara, en Castilla-La Mancha, y tiene una longitud de 19,98 kilómetros.

## Características

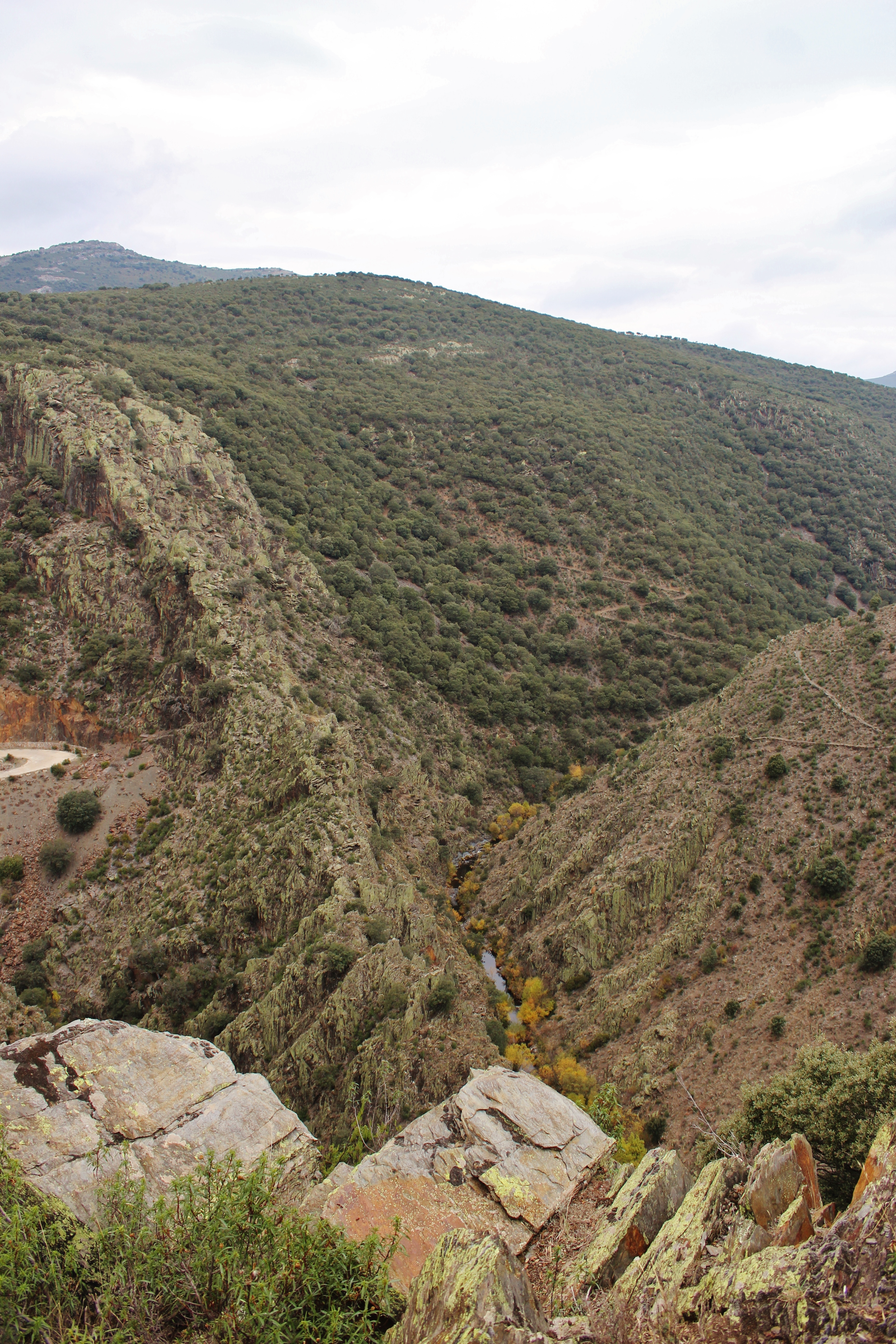
Hoz del río

Nace en la sierra de Ayllón, en las proximidades del puerto de la Quesera, concretamente en el término municipal de El Cardoso de la Sierra, a casi 1900 metros de altitud sobre el nivel del mar. No recibe afluentes importantes, salvo pequeños arroyos como el de Veguillas, el de Cañamar o el de Cercadillas.
Durante prácticamente el 75% de su recorrido final, forma un pronunciado cañón, profundo y estrecho, que sirve de frontera natural entre los términos municipales de El Cardoso de la Sierra y Majaelrayo primero, y El Cardoso de la Sierra y Campillo de Ranas después. 
Este cañón propiciaba que el municipio de El Cardoso de la Sierra estuviese aislado del resto de la provincia de Guadalajara, siendo necesario entrar en territorio de la Comunidad de Madrid para llegar a cualquier punto de su provincia. Desde finales del siglo XX, un puente y una carretera sinuosa con pendientes muy pronunciadas, salva el cañón y comunica Corralejo con Campillo de Ranas, poniendo fin al aislamiento anterior.
El Jaramilla desemboca en el río Jarama al noroeste de la pedanía de Matallana, muy cerca de la cola del pantano de El Vado, a unos 950 metros de altitud.

## Cartografía
- Hojas 432 y 458 a escala 1:50000 del Instituto Geográfico Nacional.